# Шах Махмуд Хан (сын Захир-шаха)
Шах Махмуд Хан (пушту; شاه محمود خان род. 15 ноября 1946, Кабул — 7 декабря 2002, Рим) — представитель династии Баракзаев. Является четвертым сыном Захир-шаха и Хумайры Бегум.

## Биография
Шах Махмуд Хан родился 15 ноября 1946 года в Кабуле. Как и другие сыновья Захир-шаха, получил образование в Лицее Эстеклал. Затем он учился в Оксфордском Университете. После возвращения в Афганистан, он работал вместе с старшим братом Ахмад Шахом, в министерстве иностранных дел Афганистана. После свержения монархии в Афганистане, 17 июля 1973 года, он вместе с семьей был арестован. Однако, уже 26 июля ему и его семье разрешили покинуть Афганистан, и они уехали в Италию.
Последние годы своей жизни он болел раком, в следствии чего и умер 7 декабря 2002 года, в возрасте 56 лет.

## Личная жизнь
Шах Махмуд Хан женился на Махбуб Бегум 18 апреля 1966 года. В браке родилось две дочери.